# Байрякино
 Байрякино — посёлок железнодорожного разъезда в Ютазинском районе Татарстана. Входит в состав Каракашлинского сельского поселения.

## География
Находится в юго-восточной части Татарстана на расстоянии приблизительно 21 км на запад-северо-запад по прямой от районного центра поселка Уруссу на железнодорожной линии Ульяновск-Уфа.

## История
Основан в 1930-х годах.

## Население
Постоянных жителей было: в 1949—117, в 1958—104, в 1970 — 81, в 1979 — 24, в 1989 — 13, в 2002 году 5 (татары 80 %), в 2010 году 11.